# Schloss Krüden

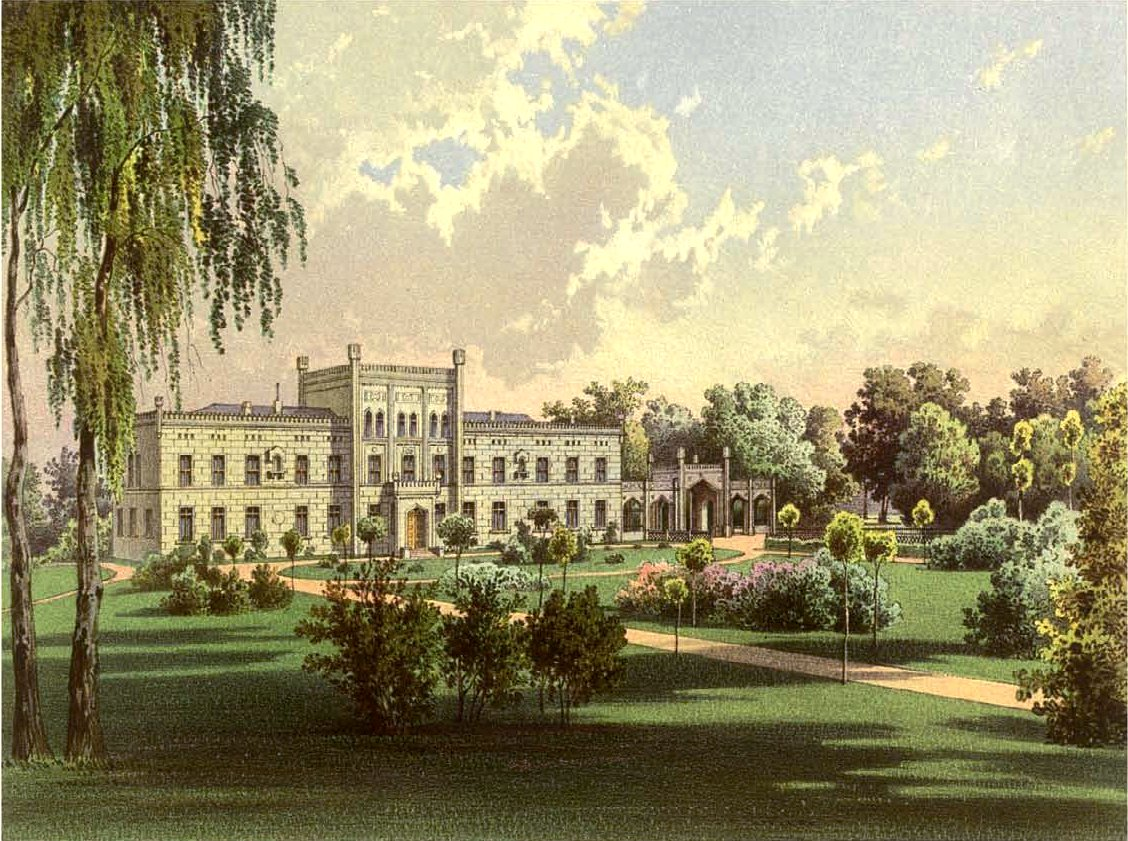
Schloss Krüden um 1873, Sammlung Alexander Duncker

Das Schloss Krüden ist ein Schloss in Krüden im Landkreis Stendal.

## Geschichte
Das Schloss befand sich viele Jahre im Besitz der Familie von Jagow. Adolf von Jagow ließ das aus der Zeit um 1700 stammende Herrenhaus Krüden 1860 im Tudorstil umbauen. In dieser Zeit wurde auch ein botanisch interessanter Park angelegt. Vom 15. November bis 16. November 1869 richtete er für den späteren deutschen Kaiser Wilhelm I. eine Fasanenjagd im Forstrevier Garbe aus und war Gastgeber auf dem Herrenhaus Krüden.
Krüden blieb dann mindestens bis 1919 in Familienhand derer von Jagow, nachmals noch kurz an die Erben der Sophie von Jagow (1803–1871), verheiratete Gräfin Schlieffen-Schlieffenberg. Von 1924 bis 1938 soll laut der Jagowschen Familienchronik aus 1993 dem Fritz Karow gehört haben.
Letzter Gutsbesitzer auf Krüden war seit 1938 Friedrich III. Fürst zu Solms-Baruth, der weitere größere Güter in der Provinz Brandenburg und in Niederschlesien besaß.
Das Gebäude ist heute in leicht veränderter Gestalt noch erhalten. Es wurde von 1963 bis 2010 als Schule genutzt. Seit 2011 ist es Sitz einer Tee-Manufaktur mit einem Online-Handel.